# لبئوس ملقب به تادئوس
لبئوس ملقب به تادئوس (ارمنی: Ղևբեոս որ անուանեցավ Թադեոս؛ انگلیسی: Lebbaeus Whose Surname Was Thaddaeus) فیلم مستند سیاه و سفید، ۳۵ میلیمتری و در ۳۳ دقیقه به زبان ارمنی محصول سال 1967 (۱۳۴۷) به کارگردانی آربی اوانسیان می‌باشد. این مستند توسط سلیمان میناسیان فیلمبرداری شده‌است.
موضوع این مستند مراسم زیارت قره کلیسا در شهرستان ماکو می‌باشد؛ و بخش‌هایی از آداب و سنن ارامنه را از غسل تعمید تا چگونگی مراسم عشای ربانی به همراه مراسم‌های شاد ارامنه و نحوه زندگی‌شان نشان می‌دهد
تهیه‌کننده فیلم انجمن فارغ‌التحصیلان ارمنی ایران بود که بعد از مشاهده فیلم نمایش آن را مناسب نیافت.
نسخه‌ای از این فیلم در سینما تک پاریس نگهداری می‌شود.